# Jaro

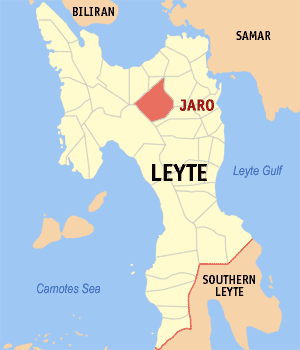
Bản đồ Leyte với vị trí của Jaro

Jaro là một đô thị hạng 4 ở tỉnh Leyte, Philippines. Theo điều tra dân số năm 2000 của Philipin, đô thị này có dân số 37.437 người trong 7.554 hộ.

## Các đơn vị hành chính
Jaro được chia ra 46 barangay.
| - Alahag - Anibongon - Badiang - Batug - Buenavista - Bukid - Burabod - Buri - Kaglawaan - Canhandugan (formerly San Javier) - Crossing Rubas - Daro - Hiagsam - Hibunawon - Hibucawan - Kalinawan | - Likod - Macanip - Macopa - Mag-aso - Malobago - Olotan - Pange - Parasan - Pitogo - District I (Poblacion) - District II (Poblacion) - District III (Poblacion) - District IV (Poblacion) - Sagkahan - San Agustin | - San Pedro - San Roque - Santa Cruz - Santo Niño - Sari-sari - Tinambacan - Tuba - Uguiao - Villagonzoilo (Villa Consuelo) - Villa Paz - Bias-Zabala - Atipolo - Canapu-an - La Paz - Palanog |